# Rolph Schroeder

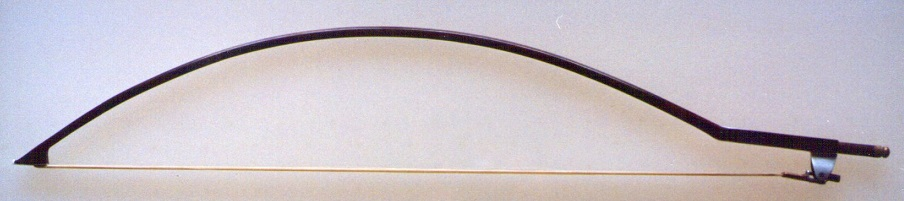
Arco curvo di Rolph Schroeder

Rolph Schroeder (Düsseldorf, 28 settembre 1900 – Kassel, 16 ottobre 1980) è stato un violinista tedesco.

## Biografia
Rolph Schroeder iniziò a studiare il violino a 6 anni. Dodicenne si trasferì a Berlino, per continuare gli studi con Henri Marteau. Dal 1921 al 1949 fu la spalla di diverse orchestre, a Norrköping in Svezia, alla Radio di Francoforte, allo Staatstheater di Kassel e alla Filarmonica di Dresda. Nel 1932 fondò il Quartetto Schroeder.
Alla fine degli anni venti Schroeder fu uno dei precursori dell’interpretazione della musica barocca con un nuovo modello di arco il cosiddetto ‘arco curvo’. Nel 1928, ispirato dalla lettura di un libro di Albert Schweitzer, Schroeder iniziò a costruire un arco curvo che gli consentì di suonare brani polifonici senza spezzare gli accordi. Con questo arco, completato nel 1932, apparve per la prima volta alla radio di Francoforte. Nello stesso anno Schweitzer lo ascoltò. Questo concerto consentì a Schroeder e Schweitzer di entrare in contatto l’anno successivo con la “Societé des Amis du Conservatoire” di Strasburgo, dove Schweitzer tenne una conferenza introduttiva al concerto di Schroeder.
A causa degli effetti della guerra e della perdita del suo arco curvo, Schroeder intraprese una nuova costruzione dell’arco e nel 1949 contattò nuovamente Schweitzer. Nel 1950, in occasione del 200º anniversario della morte di Bach, Schröder scrisse un articolo sull’esecuzione polifonica del violino Nel 1952 registrò le Sonate e Partite di Bach con l’arco curvo in presenza di Schweitzer. 
Un allievo di Schroeder, il violinista Rudolf Gähler ha scritto un libro nel quale sono spiegati in dettaglio i legami storici e personali che hanno portato alla costruzione dell'arco curvo di Schröder. Un altro allievo di Schroeder, il violista Hartmut Lindemann continua la tradizione dell’arco curvo suonando in pubblico sia con l’arco tradizionale sia con l’arco curvo.

## Scritti
- Über das Problem des mehrstimmingen Spiels in J. S. Bach Violinsolosonaten, in Hans-Heinz Draeger-Karl Laux (a cura di), Bach-Probleme, Festschrift zur Deutschen Bach-Feier, Leipzig, C.F. Peters, 1950,  pp. 74-80